# إليز لارانيكول
إليز لارانيكول (بالفرنسية: Elise Larnicol)‏ هي ممثلة فرنسية، ولدت في 11 أبريل 1968 في فرنسا.

## وصلات خارجية
- إليز لارانيكول على موقع IMDb (الإنجليزية)
- إليز لارانيكول على موقع ألو سيني (الفرنسية)
- إليز لارانيكول على موقع أول موفي (الإنجليزية)
- إليز لارانيكول على موقع قاعدة بيانات الفيلم (الإنجليزية)
- إليز لارانيكول على موقع كينوبويسك (الروسية)